# Дело — труба
«Дело — труба» (англ. Brassed Off) — художественный фильм британского режиссёра Марка Хермана, снятый им по собственному сценарию в 1996 году.
Лента рассказывает о самодеятельном духовом оркестре в небольшом городке, охваченном десятилетней борьбой за существование шахты. Синтез социальной драмы и музыкальной комедии.

## Сюжет
Действие фильма происходит в Йоркшире. Небольшой посёлок Гримли в ожидании закрытия шахты и увольнения тысячи рабочих. Управление шахтами присылает для проведения оценки инспектора Глорию Муллинс, уроженку этих мест.
Она неплохо играет на флюгельгорне и, не имея возможности репетировать, идёт за помощью в самодеятельный шахтёрский духовой оркестр. Руководитель оркестра, Дэнни Ормондройд, хорошо знал её деда, талантливого музыканта Артура Муллинса. Убедившись в её безупречной игре, приглашает принять участие в ближайшем туре по соседним посёлкам.
Среди оркестрантов — Энди Барроу, бывший школьный друг Глории. Они проводят за разговором вечер, и Энди понимает, что по-прежнему влюблён в свою старую знакомую.
Жёны музыкантов, узнав о появлении в оркестре красивой девушки, в качестве подстраховки создают группу поддержки и сопровождают мужей в дни гастрольных поездок.
Успешные выступления оркестра дают основание надеяться на финальное выступление в Альберт-холле, но неожиданно Дэнни попадает в больницу и не может проводить репетиции.
Его сын Фил, тромбонист оркестра, от безденежья подрабатывает за гроши клоуном на детских утренниках. Вскоре, за неуплату кредитных бумаг, из его дома вывозят новую мебель. Жена Фила находит квитанцию комиссионного магазина и узнаёт, что на последние деньги муж купил новый инструмент. Она забирает детей и уезжает к матери.
Управление шахт накануне голосования подняло сумму компенсационной выплаты и склонило горняков принять решение о закрытии шахты. Оркестр на грани развала, из-за отсутствия руководителя нет возможности за оставшиеся несколько дней собрать три тысячи фунтов для поездки в Лондон.
Неожиданно для отчаявшихся музыкантов, эти деньги даёт Глория — уволенная со службы за симпатию к шахтёрам. Полученное пособие она считает грязной платой за компромисс и с радостью тратит его на благое дело.
В назначенный день, оркестр в полном составе выезжает на финальные состязания. На месте дирижёра — Гарри, правая рука Ормондройда. Сандра приводит детей посмотреть выступление отца в переполненном зрителями зале. Вдохновенная игра сплочённого невзгодами оркестра вызывает бурные овации. Жюри единогласно присуждает им первый приз.
Дэнни не в силах быть вдалеке от главного в своей жизни события, он бежит из больницы и попадает в здание Альберт-холла в самый разгар церемонии вручения призов. Ему доверяют сказать ответное слово. Обращаясь к зрителям, старый музыкант отказывается принять заслуженную награду, выражая общий протест против безжалостного поведения правительства, закрывающего шахты и лишающего людей работы.

## В ролях
| Актёр             | Персонаж         | Инструмент                |
| ----------------- | ---------------- | ------------------------- |
| Пит Постлетуэйт   | Данни Ормондройд | Дирижёр                   |
| Юэн Макгрегор     | Энди Барроу      | Альт (духовой инструмент) |
| Тара Фицджеральд  | Глория Муллинс   | Флюгельгорн               |
| Стивен Томпкинсон | Фил              | Тромбон                   |
| Джим Картер       | Гарри            | Эуфониум                  |
| Филип Джексон     | Джим             | Туба                      |
| Питер Мартин      | Эрни             | Туба                      |
| Мелани Хилл       | Сандра           |                           |
| Сью Джонстон      | Вера             |                           |
| Мэри Хейли        | Ида              |                           |
| Питер Ганн        | Симмо            |                           |
| Стивен Мур        | Маккензи         |                           |

## Дополнительные факты
- Музыкальные композиции, исполняемые в фильме, были записаны духовым оркестром «Grimethorpe Colliery Band», история существования которого легла в основу сценария фильма.

## Музыка в фильме
Автор музыки в фильме (за вычетом отдельно упомянутых композиций) — Тревор Джонс.
1. "Death or Glory" – Роберт Браун Холл
2. "A Sad Old Day"
3. "The Floral Dance" – Кейти Мосс
4. "Aforementioned Essential Items"
5. "Аранхуэсский концерт" – Хоакин Родриго
6. "Years of Coal"
7. "March of the Cobblers" – Боб Барретт и Эдрич Зиберт
8. "There's More Important Things in Life"
9. "Cross of Honour" – Уильям Риммер
10. "Иерусалим" – Хьюберт Пэрри
11. "Флорентийский марш" – Юлиус Фучик
12. Danny Boy — Фредерик Везерли
13. "We'll Find a Way"
14. "Clog Dance" – Джон Марканджело
15. "Марш полковника Боги" – Кеннет Элфорд
16. "All Things Bright and Beautiful" – Уильям Генри Монк, аранжировка Симона Кервина
17. увертюра к опере "Вильгельм Телль" – Джоаккино Россини, аранжировка Г.Дж. Грант
18. "Honest Decent Human Beings"
19. "Pomp and Circumstance" – Эдуард Элгар, аранжировка Орд Хьюм